# サウスダコタ州の都市圏の一覧

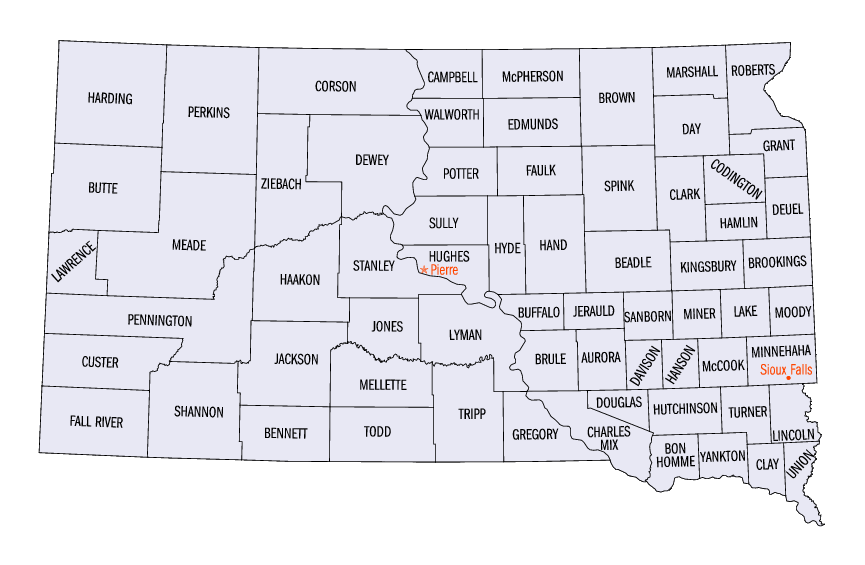
サウスダコタ州の66郡を示す地図

本項目はサウスダコタ州の都市圏の一覧（サウスダコタしゅうのとしけんのいちらん）である。
アメリカ合衆国国勢調査局は、サウスダコタ州に合同統計地域（CSA/広域都市圏）2ヶ所、大都市統計地域（MSA/都市圏）3ヶ所、および小都市統計地域（μSA/小都市圏）9ヶ所を定義している。下表には、左列より以下の情報を示す。
- 合同統計地域（定義されている場合）の名称
- 合同統計地域の人口
- コアベース統計地域（大都市統計地域および小都市統計地域）の名称
- コアベース統計地域の人口
- 各統計地域に含まれる郡の名称
- 各統計地域に含まれる郡の人口

なお、下表においては、サウスダコタ州と他州にまたがる合同統計地域およびコアベース統計地域については、名称と統計地域の総人口を青緑色で、サウスダコタ州内の人口を黒色でそれぞれ示す。また、他州のコアベース統計地域および郡については、その名称と人口を緑色でそれぞれ示す。
下表における人口の数値はすべて2020年に行われた国勢調査時のものである。また、合同統計地域、コアベース統計地域（大都市統計地域・小都市統計地域）のいずれも、2023年7月21日時点での定義に従う。
| 合同統計地域                               | 人口           | コアベース統計地域       | 人口            | 郡                       | 人口    |
| ------------------------------------------ | -------------- | ------------------------ | --------------- | ------------------------ | ------- |
|                                            |                | スーフォールズ都市圏     | 286,044 276,340 | ミネハハ郡               | 197,214 |
| リンカーン郡                               | 65,161         | スーフォールズ都市圏     | 286,044 276,340 |                          |         |
| ミネソタ州ロック郡                         | 9,704          | スーフォールズ都市圏     | 286,044 276,340 |                          |         |
| ターナー郡                                 | 8,347          | スーフォールズ都市圏     | 286,044 276,340 |                          |         |
| マクック郡                                 | 5,618          | スーフォールズ都市圏     | 286,044 276,340 |                          |         |
| ラピッドシティ・スピアフィッシュ広域都市圏 | 173,160        | ラピッドシティ都市圏     | 147,392         | ペニントン郡             | 109,222 |
| ラピッドシティ・スピアフィッシュ広域都市圏 | 173,160        | ラピッドシティ都市圏     | 147,392         | ミード郡                 | 29,852  |
| ラピッドシティ・スピアフィッシュ広域都市圏 | 173,160        | ラピッドシティ都市圏     | 147,392         | カスター郡               | 8,318   |
| ラピッドシティ・スピアフィッシュ広域都市圏 | 173,160        | スピアフィッシュ小都市圏 | 25,768          | ローレンス郡             | 25,768  |
|                                            |                | アバディーン小都市圏     | 42,287          | ブラウン郡               | 38,301  |
| エドマンズ郡                               | 3,986          | アバディーン小都市圏     | 42,287          |                          |         |
|                                            |                | ブルッキングズ小都市圏   | 34,375          | ブルッキングズ郡         | 34,375  |
|                                            |                | ウォータータウン小都市圏 | 28,325          | コディントン郡           | 28,325  |
|                                            |                | ミッチェル小都市圏       | 25,747          | デイビソン郡             | 19,956  |
| ハンソン郡                                 | 3,461          | ミッチェル小都市圏       | 25,747          |                          |         |
| サンボーン郡                               | 2,330          | ミッチェル小都市圏       | 25,747          |                          |         |
|                                            |                | ヤンクトン小都市圏       | 23,310          | ヤンクトン郡             | 23,310  |
|                                            |                | ピア小都市圏             | 19,988          | ヒューズ郡               | 17,022  |
| スタンリー郡                               | 2,966          | ピア小都市圏             | 19,988          |                          |         |
|                                            |                | ヒューロン小都市圏       | 17,765          | ビードル郡               | 17,765  |
| スーシティ・ル・マーズ広域都市圏           | 170,032 16,811 | スーシティ都市圏         | 144,334 16,811  | アイオワ州ウッドベリー郡 | 105,941 |
| スーシティ・ル・マーズ広域都市圏           | 170,032 16,811 | スーシティ都市圏         | 144,334 16,811  | ネブラスカ州ダコタ郡     | 21,582  |
| スーシティ・ル・マーズ広域都市圏           | 170,032 16,811 | スーシティ都市圏         | 144,334 16,811  | ユニオン郡               | 16,811  |
| スーシティ・ル・マーズ広域都市圏           | 170,032 16,811 | ル・マーズ小都市圏       | 25,698          | アイオワ州プリマス郡     | 25,698  |
|                                            |                | バーミリオン小都市圏     | 14,967          | クレイ郡                 | 14,967  |
| （設定無し）                               | （設定無し）   | （設定無し）             | （設定無し）    | オグラララコタ郡         | 13,672  |
| （設定無し）                               | （設定無し）   | （設定無し）             | （設定無し）    | レイク郡                 | 11,059  |
| （設定無し）                               | （設定無し）   | （設定無し）             | （設定無し）    | ロバーツ郡               | 10,280  |
| （設定無し）                               | （設定無し）   | （設定無し）             | （設定無し）    | ビュート郡               | 10,243  |
| （設定無し）                               | （設定無し）   | （設定無し）             | （設定無し）    | チャールズミックス郡     | 9,373   |
| （設定無し）                               | （設定無し）   | （設定無し）             | （設定無し）    | トッド郡                 | 9,319   |
| （設定無し）                               | （設定無し）   | （設定無し）             | （設定無し）    | グラント郡               | 7,556   |
| （設定無し）                               | （設定無し）   | （設定無し）             | （設定無し）    | ハッチンソン郡           | 7,427   |
| （設定無し）                               | （設定無し）   | （設定無し）             | （設定無し）    | バナム郡                 | 7,003   |
| （設定無し）                               | （設定無し）   | （設定無し）             | （設定無し）    | フォールリバー郡         | 6,973   |
| （設定無し）                               | （設定無し）   | （設定無し）             | （設定無し）    | スピンク郡               | 6,361   |
| （設定無し）                               | （設定無し）   | （設定無し）             | （設定無し）    | ムーディ郡               | 6,336   |
| （設定無し）                               | （設定無し）   | （設定無し）             | （設定無し）    | ハムリン郡               | 6,164   |
| （設定無し）                               | （設定無し）   | （設定無し）             | （設定無し）    | トリップ郡               | 5,624   |
| （設定無し）                               | （設定無し）   | （設定無し）             | （設定無し）    | デイ郡                   | 5,449   |
| （設定無し）                               | （設定無し）   | （設定無し）             | （設定無し）    | ウォルワース郡           | 5,315   |
| （設定無し）                               | （設定無し）   | （設定無し）             | （設定無し）    | ブリュレ郡               | 5,247   |
| （設定無し）                               | （設定無し）   | （設定無し）             | （設定無し）    | デューイ郡               | 5,239   |
| （設定無し）                               | （設定無し）   | （設定無し）             | （設定無し）    | キングスベリー郡         | 5,187   |
| （設定無し）                               | （設定無し）   | （設定無し）             | （設定無し）    | マーシャル郡             | 4,306   |
| （設定無し）                               | （設定無し）   | （設定無し）             | （設定無し）    | ドゥール郡               | 4,295   |
| （設定無し）                               | （設定無し）   | （設定無し）             | （設定無し）    | グレゴリー郡             | 3,994   |
| （設定無し）                               | （設定無し）   | （設定無し）             | （設定無し）    | コーソン郡               | 3,902   |
| （設定無し）                               | （設定無し）   | （設定無し）             | （設定無し）    | クラーク郡               | 3,837   |
| （設定無し）                               | （設定無し）   | （設定無し）             | （設定無し）    | ライマン郡               | 3,718   |
| （設定無し）                               | （設定無し）   | （設定無し）             | （設定無し）    | ベネット郡               | 3,381   |
| （設定無し）                               | （設定無し）   | （設定無し）             | （設定無し）    | ハンド郡                 | 3,145   |
| （設定無し）                               | （設定無し）   | （設定無し）             | （設定無し）    | ダグラス郡               | 2,835   |
| （設定無し）                               | （設定無し）   | （設定無し）             | （設定無し）    | パーキンズ郡             | 2,835   |
| （設定無し）                               | （設定無し）   | （設定無し）             | （設定無し）    | ジャクソン郡             | 2,806   |
| （設定無し）                               | （設定無し）   | （設定無し）             | （設定無し）    | オーロラ郡               | 2,747   |
| （設定無し）                               | （設定無し）   | （設定無し）             | （設定無し）    | ポッター郡               | 2,472   |
| （設定無し）                               | （設定無し）   | （設定無し）             | （設定無し）    | ジーバック郡             | 2,413   |
| （設定無し）                               | （設定無し）   | （設定無し）             | （設定無し）    | マクファーソン郡         | 2,411   |
| （設定無し）                               | （設定無し）   | （設定無し）             | （設定無し）    | マイナー郡               | 2,298   |
| （設定無し）                               | （設定無し）   | （設定無し）             | （設定無し）    | フォーク郡               | 2,125   |
| （設定無し）                               | （設定無し）   | （設定無し）             | （設定無し）    | バッファロー郡           | 1,948   |
| （設定無し）                               | （設定無し）   | （設定無し）             | （設定無し）    | メレット郡               | 1,918   |
| （設定無し）                               | （設定無し）   | （設定無し）             | （設定無し）    | ハーコン郡               | 1,872   |
| （設定無し）                               | （設定無し）   | （設定無し）             | （設定無し）    | ジェロールド郡           | 1,663   |
| （設定無し）                               | （設定無し）   | （設定無し）             | （設定無し）    | サリー郡                 | 1,446   |
| （設定無し）                               | （設定無し）   | （設定無し）             | （設定無し）    | キャンベル郡             | 1,377   |
| （設定無し）                               | （設定無し）   | （設定無し）             | （設定無し）    | ハーディング郡           | 1,311   |
| （設定無し）                               | （設定無し）   | （設定無し）             | （設定無し）    | ハイド郡                 | 1,262   |
| （設定無し）                               | （設定無し）   | （設定無し）             | （設定無し）    | ジョーンズ郡             | 917     |

## 註
1. ↑  QuickFacts. U.S. Census Bureau. 2020年.
2. ↑  OMB Bulletin No. 23-01, Revised Delineations of Metropolitan Statistical Areas, Micropolitan Statistical Areas, and Combined Statistical Areas, and Guidance on Uses of the Delineations of These Areas. Office of Management and Budget. 2023年7月21日.